# Gunning Bedford Jr.
Gunning Bedford Jr. (ur. 1747 w Filadelfii, zm. 30 marca 1812 w Wilmington, Delaware) – amerykański prawnik i polityk.
Był piątym z siedmiorga dzieci. Jego przodkowie byli jednymi z pierwszych kolonistów, którzy osiedlili się w Jamestown w Wirginii.
W latach 1783–1785 był delegatem stanu Delaware do Kongresu Kontynentalnego. Był również uczestnikiem Konwencji Konstytucyjnej w Filadelfii w 1787 roku, na której uzgodniono Konstytucję Stanów Zjednoczonych, której był sygnatariuszem.
Jego kuzyn Gunning Bedford, był gubernatorem stanu Delaware.